# 55 Андромеды
55 Андромеды (лат. 55 Andromedae, HD 11428) — двойная звезда в созвездии Андромеды на расстоянии приблизительно 730 световых лет (около 224 парсеков) от Солнца. Видимая звёздная величина звезды — +5,544m.

## Характеристики
Первый компонент (HD 11428) — оранжевый гигант спектрального класса K1III. Видимая звёздная величина звезды — +5,6m. Радиус — около 26,72 солнечных, светимость — около 436,43 солнечных. Эффективная температура — около 4290 K.
Второй компонент (UCAC4 654-007208) — жёлто-белая звезда спектрального класса F. Видимая звёздная величина звезды — +10,9m. Радиус — около 2,77 солнечных, светимость — около 11,313 солнечных. Эффективная температура — около 6365 K. Удалён на 59,8 угловых секунд.